# Заштићено станиште Гљиве на Ади Циганлији
Заштићено станиште Гљиве на Ади Циганлији је једно од три заштићена станишта која су проглашена на територији Србије. Појам заштићено станиште подразумева подручја која обухватају један или више типова природних станишта значајних за очување популација дивљих врста и њихових заједница, штите се као заштићена станишта на основу Закона о заштити природе.

## ЗС Гљиве на Ади Циганлији
Гљиве на Ади Циганлији је једно од три заштићена станишта која су проглашена на територији Србије. Појам заштићено станиште подразумева подручја која обухватају један или више типова природних станишта значајних за очување популација дивљих врста и њихових заједница, штите се као заштићена станишта на основу Закона о заштити природе. Ада Циганлија је издужено речно острво настало на четвртом километру Саве од ушћа у Дунав. Преграђивањем десног рукавца, 1967. године, Ада постаје полуострво, окружено насипом и омеђено Савом са једне и Савским језером са друге стране. На Ади Циганлији, речном острву релативно мале површине, до сада је констатовано око 250 врста гљива. То је сличан број врста који је до данас познат рецимо и са Копаоника или Таре, подручја која су много већа и разноврснија по својој вегетацији, разноликости станишта и врста гљива. Неколико врста по први пут је за подручје Србије откривено управо на Ади. Осим гљива на Ади Циганлији је забележено око 450 врста биљака, а присутна је и разноврсна фауна, пре свега велики број птица, затим аутохтоних ситних врста сисара као и интродукованих (алохтоних) врста сисара.

## Одлике станишта

### Рељеф
Морфолошки облици, настали од алувијалних наноса Саве, формирају „депресије“ и „греде“ издуженог облика, дубине највише до 1,5 m. У „депресијама“ је вода дуже стагнирала него у другим деловима острва. На анализираном простору, природно стање режима поплавних и подземних вода јасно је указивало да је минимална висинска разлика значила врло велике разлике у дужини стагнирања воде - од 20 дана (изохипса 73,5 m н.в) до 170 дана (изохипса 70,5 m н.в) и тако омогућила, еколошки условљен, читав низ типова земљишта и биљних заједница. Рељеф Аде Циганлије обликован је дејством текуће воде (радом речне ерозије), акумулације и одношењем земљишта. Првобитно је био обрастао хидрофилном вегетацијом. Касније у условима мање влажног станишта односно хидротехничке санације острва, задржала се иницијална вегетације, али у смањеном облику. 

### Клима
Ада има необично специфичну микроклиму, која се одликује повећаном влажношћу ваздуха и нешто нижим летњим дневним температирама у односу на остале делове града.

### Хидрологија
Ада Циганлија је речно острво на Сави у Београду која је вештачким путем претворена у полуострво. Такође то је име за суседно Савско језеро настало преграђивањем Саве и плаже на језеру.. Савско језеро је микроакумулација која се налази унутар урбане целине града Београда код Аде Циганлије. Од центра Београда је удаљено четири километра. Представља некадашњи десни рукавац реке Саве код Аде Циганлије. Формирање Савског језера је започето 1957. године. Језеро је благо повијеног лучног облика, заузима површину од око 0,9 km², просечна дубина је око 3 м, а запремина микроакумулације износи 4.000.000 m³. Просечна ширина језера је око 250 м, док је дужина језера 4,4 км. Језеро је физички подељено на два дела, у јужном делу се налази таложник (преко којег се језеро снабдева водом) површине 181 000м2, док на спортско-рекреативни део језера отпада 785 000 m². Температура воде је углавном уједначена, максимална разлика температуре на површини језера и при дну износи око 1,4 (°C). Током летњих месеци температура воде досеже 27(°C), што је чини веома погодном за купање. Током зимских месеци, језеро је често залеђено током дужег временског периода, лед може досећи дебљину и до 30 cm. Провидност воде варира од 0,8 м током сезоне купања, до 4,7 м током пролећних месеци. Вода језера је базне реакције (pH 8,2 - 8,72). Синоним за Савско језеро у промотивним кампањама је „Београдско море“, „море Београда“ и „Језеро Ада Циганлија“.

### Флора и фауна
Станиште шума на Ади Циганлији припада цено-еколошкој групи шума беле врбе и топола на неразвијеним семи-глејним земљиштима затим се јављају заједнице црне јове, беле врбе, пољских јасена, лужњака. Ада Циганлија обилује животињским светом, при чему су најбројније заједнице птица, посебно угрожених малих вранаца, те дивљих патака и галебова, али и фазана и препелица. Ада је, такође, једно од ретких „градских“ места где још увек у природи можете видети срну или зеца. За риболовце ту је и језеро Ада Сафари. 

На Ади Циганлији срећу се и угрожене врсте птица, међу којима је посебно значајан мали вранац (Phalacrocorax pygmeus) који зимске ноћи проводи по врбацима на доњем шпицу Аде. Са исушивањем Панчевачког рита ова врста је практично изумрла у околини Београда, да би се тек пола века касније вратила, и то само на зимовање. У категоризацији врста европских потреба заштите (SPEC) сврстава се у прву групу – у глобално угрожене врсте са неповољним статусом заштите у Европи. У Србији је заштићен као 'природна реткост', а треба знати да Уредба о природним реткостима забрањује нарушавање њихових станишта (Службени гласник РС, 50/93).

## Гљива
Природно станиште „Гљиве Аде Циганлије“ проглашава се заштићеним као једино познато станиште гљиве Myriostoma coliforme у Србији која је због ограниченог ареала изложена јаком антропогеном утицају и као таква угрожена и строго заштићена врста. Локалитет на Ади Циганлији код Београда представља једино данас познато станиште врсте Myriostoma coliforme у Србији. Због нестанка на местима одакле је раније била позната и због крајње ограниченог ареала где данас живи, практично на једном микролокалитету који је изложен јаком антропогеном утицају, сматра се да је ова врста у Србији крајње угрожена.
Карактеристична и особена врста гљиве специфичног изгледа, сродна другим звездачама и пухарама (Geastrales). Лако је препознатљива због лоптице са спорама (ендоперидиум, унутрашња перидија) на којој се налази већи број ситних отвора. Испод лоптице се налази неколико звездасто раширених режњева (егзоперидиум, спољашња перидија). Ова два дела су међусобно повезана с више кратких стубића. У неким земаљама зову је сланик-гљива због бројних рупица на површини кроз које споре излазе у виду финог праха. Када је млада или сува звездасти зраци спољашње перидије обухватају и затварају лоптицу са спорама, тј. унутрашњу перидију. Када се гљива овлажи, спољашња перидија се отвара, краци се шире и формирају карактеристичну звезду. Тако капи кише могу погодити лоптасту ендоперидију и кад је ударе та сила избацује споре кроз отворе. Када се гљива осуши, краци звезде се опет увијају и затварају око лоптасте ендопридије до следеће кише. Обично расте у влажним шумама али и на песковитом земљишту на отвореном. Спороносна тела појединачна или у мањим групама. Термофилна, сапробна врста која воли места богата азотом на оцедитом земљишту. Поред ове врсте појављују се и Geastrum melanocephalum и Rhodotus palmatus које имају статус строго заштићених врста, али и Pieurotus cornucopiae и Volvariella bombycina које се налазе на Црвеној листи гљива Србије и Црвеној листи гљива Европе. Поменутњ врсте нису јестиве, али су изузетно ретке, и као такве су од изузетног значаја за очување генофонда и биолошке разноврсности Србије. У листопадним и мешовитим листопадно-четинарским шумама, баштама, живицама или травнатим ивицама стаза и путева као и на пашњацима. Главно станиште су листопадне мешане шуме дуж великих река са врбом (Salix alba) и тополом (Populus alba), као што је то случај са екосистемом овог дела Аде Циганлије.

## Антропогени утицај
Промене у начину газдовања шумом су главни фактор угрожавања ове особене и необичне врсте гљиве (Myriostoma coliforme). Пре свега чиста сеча шумских састојина и санитарни чишћења у већем обиму која подразумевају уклањање труле лежевине и палих стабала из шуме, као и рашчишћавање доњег спрата зељасте вегетације са изданцима. Такође и превелико присуство људи ван обележених стаза потенцијално може угрозити станиште M. Coliforme, уколико би рашчишћавањем шуме она постала лако доступна и ван пробијених стаза. За сада управо непроходност шуме спречава посетиоце туристичког дела острва да у превеликом броју залазе у делове шуме који су станиште ретких и вредних врста гљива.
Урбанизација околног простора Аде Циганлије довела је до повећаног броја фактора који негативно утичу на ову изузетно важну „зелену“ зону. На делу Аде који је окарактерисан као заштићено станиште могу се разликовати три типа негативних фактора: биотички, абиотички и антропогени. 

#### Биотички фактори:
- ентомолошка оштећења
- фитопатолошка обољења
- инвазивне врсте приземне вегетације, жбуња и дрвећа

#### Абиотички фактори:
- ветроломи, снеголоми и снегоизвале
- мразопуцине

#### Антропогени фактори:
- промена карактеристика шумског екосистема (газдовања)
- кретање изван обележених стаза и гажење приземног слоја вегетације
- ломљење и уништавање грана и стабала
- брање и уништавање печурки
- бацање отпада
- пожар